# 建业里 (上海)

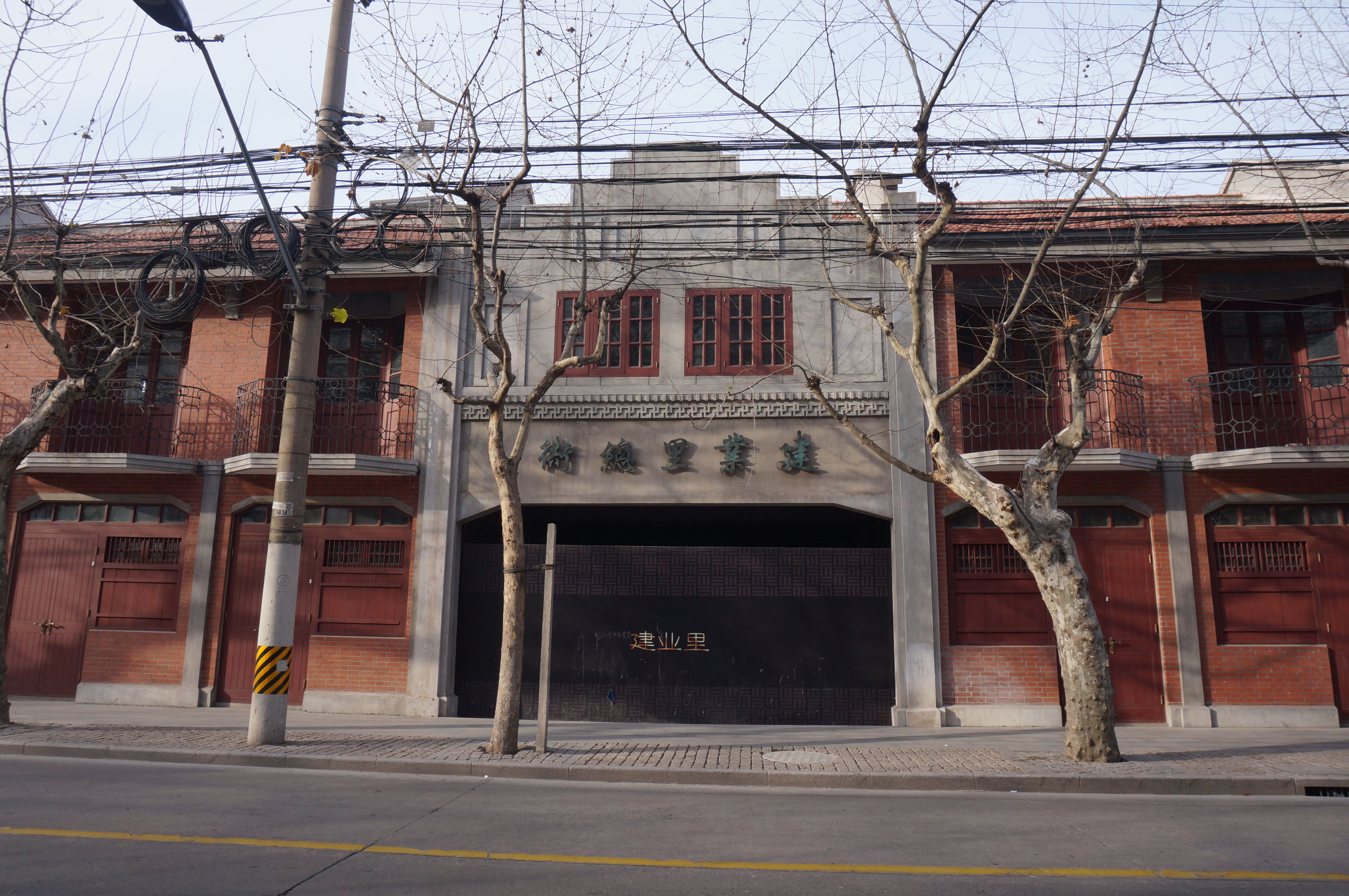
重建后的建业里中弄

建业里是上海目前最大的一片石库门建筑，位于徐汇区建国西路北侧、岳阳路西侧，由中国建业地产公司建于1930年（另一说1931年至1938年），分为东弄（建国西路440弄）、中弄（建国西路456弄）和西弄（建国西路496弄）3部分，包括260幢石库门里弄房子，但是后来住进了3000居民，均为二层清水红砖建筑，拥有别致的马头风火墙和拱形券门。1994年，建业里被列为上海市市级建筑保护单位。2003年到2005年，建业里1100多户居民陆续搬迁。2007年，建业里保护、改造项目开始，计划恢复原始石库门景观，用途则为酒店式公寓及商业，此举也是引发了许多争议与质疑。波特曼控股（Portman Holdings）作为建业里的业主计划在这里开发51个石库门风格的五层别墅型私家府邸、62个别墅型酒店式公寓及其它商业建筑。